# Miquel Asins
Miguel Asins Arbó (Barcelona, 21 de enero de 1916 – Valencia, 26 de octubre de 1996) fue un compositor español especialmente reconocido por las bandas sonoras de El cochecito, de Marco Ferreri y Plácido, El verdugo y La vaquilla, de Luis García Berlanga.

## Biografía
A pesar de nacer en Cataluña, Asins Arbó, por formación e intereses, se inscribe dentro de la tradición musical de la Comunidad Valenciana. Estudió composición en el Conservatorio de Valencia con Manuel Palau y armonía con el requenense Pedro Sosa, obteniendo en ambas disciplinas el primer premio.
En 1944 ingresó por oposición en el Cuerpo de Directores de Música del Ejército de Tierra, con el número uno de su promoción. Se retiró del ejército con el grado de comandante, y pasó a ocupar la cátedra de acompañamiento en el Conservatorio Superior de Música de Madrid.
Compuso en multitud de géneros: orquesta, banda de música —contribuyendo eficazmente al incremento del repertorio sinfónico valenciano de estas agrupaciones—, para cine, música de cámara, canciones, etc. Es también autor de dos cancioneros valencianos: Cancionero popular de la Valencia de los años 20 y Cançons velles, músiques novelles.

## Distinciones
- 1950 Premio Nacional de Música.
- 1954 Premio Ciutat de Barcelona
- 1980 Ingreso en la Real Academia de Bellas Artes de San Carlos, de Valencia.

## Obras
Lista no exhaustiva

### Orquesta
- 1940 Conciert per a piano en sol menor
- 1946 Leyenda
- 1948 Obertura al «Cantar de los cantares»
- 1949 Capricho
- 1949 Dos melodías levantinas
  1. Nana
  2. Danza
- 1950 Cuatro danzas españolas
  1. Castellana
  2. Valenciana
  3. Catalana
  4. Aragonesa
- 1950 Retorno al vals
- 1954 Alvargonzález, poema sinfónico
- 1958 Danza valenciana
- 1980 Don Quijote en el Toboso
- 1981 Cuatro sonatas para orquesta (Homenaje a Domenico Scarlatti)
  1. Sonata castellana
  2. Sonata valenciana
  3. Sonata catalana
  4. Sonata andaluza
- 1990-1993 Cinco piezas portuguesas para orquesta
  1. Cançao de Margarida
  2. Fado Emilia
  3. Fado Hilario
  4. Cançao a Lua
  5. Fado Theresa

### Banda de música
- 1936 España en Guerra
  1. Preludio
  2. Éxodo
  3. Canción
  4. Leit Motiv
  5. Marcha
  6. Final
- 1936 Regimiento de Infantería España 18
- 1940 Mártires de Torrente
- 1945 Himno del Regimiento de Infantería España 18, para coro y banda
- 1952 Himne oficial a la Santíssima Mare de Déu de Sales, para coro y banda
- 1955 Capotes y capotazos
- 1955 Torero y trianero para banda
- 1956 Himno oficial a la Santísima Virgen de los Llanos de Albacete, para coro y banda
- 1957 El sargento
- 1958 El cornetilla
- 1958 Viva la Marina
- 1958 Capitán Cabello
- 1958 Comandante Cabeza
- 1958 Plaza de la Armería
- 1960 Colección de toques
- 1960 General Fernández de Córdoba
- 1960 Plegaría de la Infantería Española
- 1961 Aire y donaire
- 1961 Himno de Transmisiones, para coro y banda
- 1962 Canción-Himno de los tres Ejércitos, para coro y banda
- 1962 Compañía de honores
- 1962 Himno para la Aviación Española, para coro y banda
- 1964 Canciones de guerra y paz
- 1966 Marcha al combate
- 1966 Regina Virginum
- 1966 Un paso al frente
- 1967 Diego de Acevedo
  1. Introducción y Marcha
  2. Nocturno
  3. Seguidilla
  4. Intermedio
  5. Bolero
  6. Tonadilla
  7. Oración
  8. Bailén
- 1968 A la bandera
- 1968 Saeta militar
- 1970 Himno del Regimiento de Infantería Inmemorial núm. 1, para coro y banda
- 1971 Himno nacional adaptación
- 1971 Música de las Fuerzas Regulares indígenas adaptación
- 1971 Tabor
- 1972 El cuarto sitio de Bilbao (1874)
- 1972 El grito de la Patria (1860)
- 1972 Guerra al yankee (1898)
- 1972 Himno de Alfonso XII
- 1972 Himno de Taxdirt (1909), para coro y banda
- 1972 La toma de Estella (1876)
- 1972 La toma del Gurugú (1909), para coro y banda
- 1972 Marcha Real Fusilera adaptación
- 1972 Marcha triunfal del Ejército de África (1859)
- 1972 Viejos aires de la vieja España
- 1972 ¡Viva el Ejército! (1896)
- 1973 La flor del taronger[1]
- 1974 «El sitio de Zaragoza» de Cristóbal Oudrid y Segura - armonización
- 1975 El Micalet
- 1975 Himno de los paracaidistas, para coro y banda
- 1975 Vuit cançons populars catalanes, suite
  1. La filadora
  2. Canigó
  3. La pastoreta
  4. El mariner
  5. Fum, fum, fum
  6. Les ninetes i el rossinyol
  7. El cant dels ocells
  8. Els tres tambors
- 1976 Mare Nostrum
  1. Andante
  2. Andantino
  3. Allegro non troppo
  4. Allegretto
  5. Maestosos
  6. Allegro mosso
  7. Moderato
  8. Lentamente
  9. Allegro mosso
- 1978 Vuit cançons populars catalanes
- 1979 A la lluna de València
- 1980 Cabanilles
- 1981 España
- 1981 Regimiento Inmemorial
- 1982 Cancionera valenciana
- 1982 Llevant
- 1985 Anem
- 1985 Artística i bunyolera
- 1985 La vaquilla
- 1987 Biba la banda
- 1987 En el hombro el fusil, para coro y banda
- 1987 Suite 1936
- 1988 Himno oficial de la Santísima Virgen de la Cabeza, para coro y banda
- 1989 La punta del mocador
- 1990 La noche de San Juan
- 1990 Lluny de València, pasodoble
- 1991 Ballets
  1. Ballet de Alfonso XIII
  2. Ballet del Animalot
  3. Ballet del Pardalero
  4. Ballet del Sereno
- 1992 El día de Sant Donís
- 1992 Himne de la Comissió de la Falla Ripalda-Sogueros de València, para coro y banda
- 1992 Himno de los Rotarios de España, para coro y banda
- 1993 Los Madriles (Suite sinfónica para banda)
  1. Arco de Monteleón
  2. Frente al Manzanares
  3. Las Vistillas
  4. Puerta del Sol
- 1993 Himno a Ontur (Albacete), para coro y banda
- 1993 La nit de la plantà

### Bandas sonoras cinematográficas
- 1955 Los Peces rojos de José Antonio Nieves Conde.
- 1956 La espera de Vicente Lluch.
- 1956 La Gata de Margarita Alexandre.
- 1956 Todos somos necesarios de José Antonio Nieves Conde.
- 1957 El inquilino de José Antonio Nieves Conde.
- 1958 Un Hecho violento de José María Forqué.
- 1959 Los Chicos de Marco Ferreri.
- 1959 15 bajo la lona de Agustín Navarro.
- 1960 Un Paso al frente de Ramón Torrado.
- 1960 Nada menos que un arkángel de Antonio del Amo.
- 1960 El Cochecito de Marco Ferreri.
- 1961 Júrame de José María Ochoa.
- 1961 A hierro muere de Manuel Mur Oti.
- 1962 Plácido de Luis García Berlanga.
- 1962 El buen amor de Francisco Regueiro.
- 1963 El verdugo de Luis García Berlanga.
- 1964 Platero y yo de Alfredo Castellón.
- 1966 Hoy como ayer de Mariano Ozores.
- 1968 Setenta veces siete de Félix Acaso.
- 1968 Un Atraco de ida y vuelta de Robert Fiz.
- 1969 Educando a una idiota de Ramón Torrado.
- 1972 Aventura en las islas Cíes de Luis María Delgado.
- 1985 El elegido de Fernando Huertas.
- 1985 La Vaquilla de Luis García Berlanga.
- 1986  España en guerra.1936-1939. de Pascual Cervera. Serie documental para rtve.
- 1987 ¡Biba la banda! de Ricardo Palacios.
- 2000 Terca vida de Fernando Huertas.

### Piano
- Bajo Cifrado
- Flamenco para piano
- Piano Fácil

### Guitarra
- Cinco piezas para la película "La Gata"

### Coral
- Himno oficial a San Vicente Ferrer (1954), con letra de Josep Maria Bayarri. Premio compositivo por motivo del V centenario de la canonización[2]